# Freunde der Hirschbacher Bauernmöbel
Die Freunde der Hirschbacher Bauernmöbel sind ein Verein, der das Bauernmöbelmuseum in Hirschbach im Mühlkreis betreibt.
Die Vereinstätigkeit ist mit der Gemeinde Hirschbach als Eigentümer der Grundflächen und der Gebäude vor allem in kulturellen Belangen abgestimmt. Besonderes Vereinsziel sind die Förderung und Vertiefung der kulturellen Kontakte mit ähnlichen Einrichtungen des In- und Auslandes sowie die Durchführung von Führungen, Sonderveranstaltungen und Bildungsangeboten sowie Betreuung des Inventars. Der Verein ist überparteilich, gemeinnützig und nicht auf die Erzielung eines Gewinnes ausgerichtet.

## Geschichte
In Hirschbach im Mühlkreis wurde 1988 als Begleitausstellung zur Oberösterreichischen Landesausstellung Natur-Kultur-Leben in Kefermarkt eine Bauernmöbelausstellung ausgerichtet. Durch den großen Zuspruch und Erfolg dieser ersten Hirschbacher Bauernmöbelausstellung ermutigt, entstand der Wunsch, eine dauerhafte Bleibe für die Möbel zu finden. Im Kultur- und Bildungsring wurden konkrete Schritte zur Einrichtung eines Trägervereines für ein zukünftiges Bauernmöbelmuseum vorgeschlagen und gesetzt. Durch intensive Bemühungen seitens der Initiatoren und die hohe Motivation der Bevölkerung konnte der Trägerverein „Freunde der Hirschbacher Bauernmöbel“ gegründet werden.
Vereinsleitung:
- 1989 – 1997 Josef Gossenreiter
- 1997 – 2014 Johann Pammer
- 2014 – 2021 Josef Plöchl
- 2021 – 2024 Karl Himmelbauer
- 2024 – laufend Gerlinde Vorholzer

## Hirschbacher Bauernmöbelmuseum Edlmühle
Als Heimstätte für die zukünftige Sammlung kaufte die Gemeinde 1990 die Liegenschaft Unterhirschgraben 18, die Edlmühle an. 1991 bis 1992 erfolgte eine Adaptierung zu einem Museum, das 1992 Eröffnung hatte. 1995 wurde der Dachboden des Museums ausgebaut, wo sich nun unter anderem eine lebensechte Darstellung einer früheren Tischlerwerkstätte, die gleichzeitig die Wohnung war, befindet. Es erfolgt eine laufende Erweiterung der Sammlung.

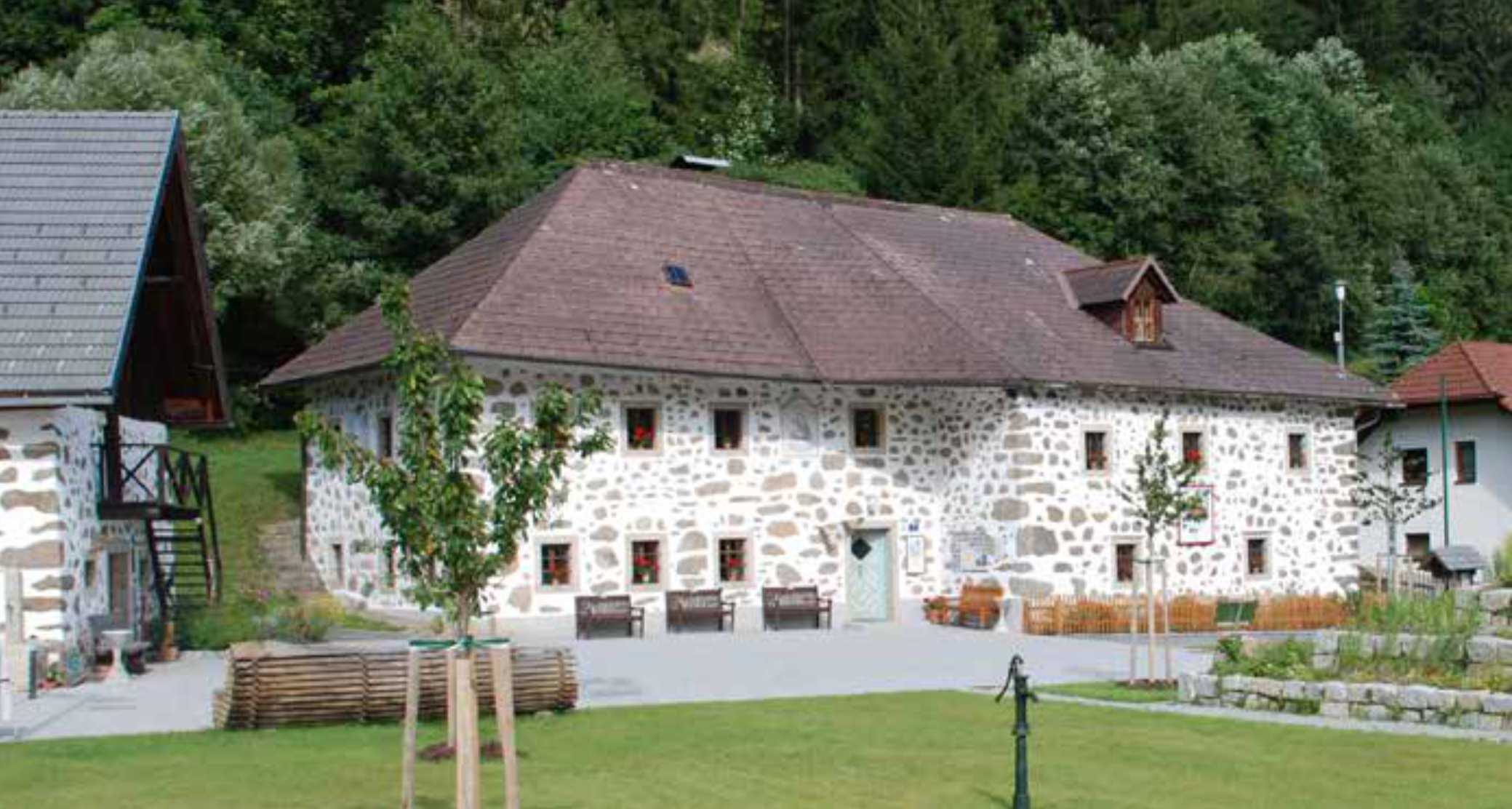
Hirschbacher Bauernmöbelmuseum Edlmühle

Das Hirschbacher Bauernmöbelmuseum soll ein lebendiges Museum sein. Aus diesem Grunde wurde unter anderem ein eigener Raum für Sonderveranstaltungen vorgesehen, in dem im Laufe eines Jahres zusätzlich zur Bauernmöbelausstellung, einige ansprechende Sonderthemen präsentiert werden.
Das Museum bildet eine Symbiose aus Volkskunst, Kultur, Tradition eingebettet in die Landschaft des Mühlviertels.

## Sammlung
Die Hirschbacher Möbel gehören zur Linzer-Hirschbacher Gruppe. Für die nördlich der Donau auftretende Gruppe der Hirschbacher Möbel wird in der Fachliteratur nur darauf hingewiesen, dass die äußerst regsame Hirschbacher Werkstätte die Bezirke Freistadt und Perg belieferte und über den oberösterreichischen Raum hinaus ihre Erzeugnisse auch nach Niederösterreich und Böhmen ausführte. Unter der Bezeichnung „Hirschbacher Bauernmöbel“ erlangten die Truhen, Kästen, Schüsselkörbe, Tische, Bänke und Betten Weltruf und waren begehrte Sammlerobjekte.

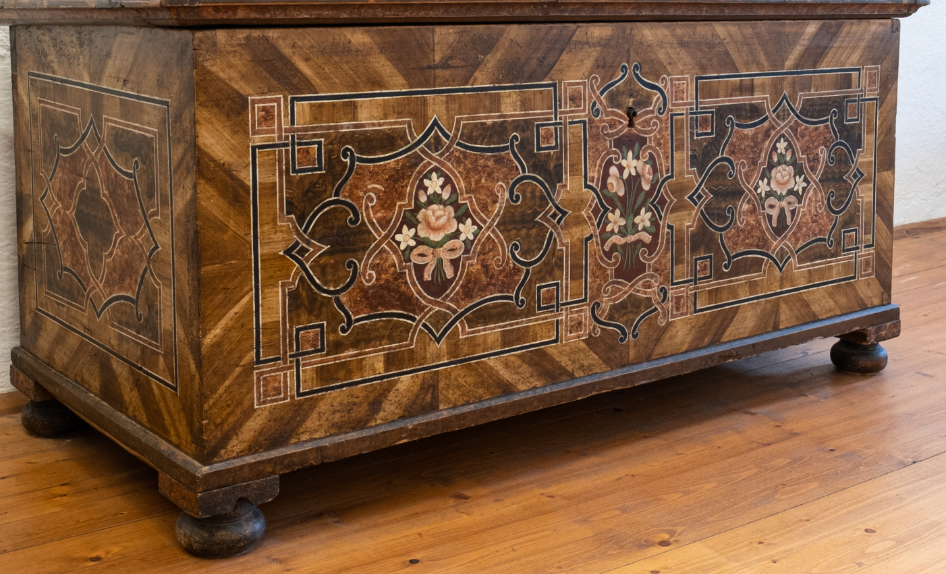

Hirschbacher Kasten mit Aufsatz

Zu den Kennzeichen und Merkmalen der Möbel zählen die reiche, prächtige und kunstvolle Ornamentik, die colorierten Kupferstiche mit den in rot, blau und grün gehaltenen Rocaillen, die Waffeln auf gelben Grund, gelb-blau-rote Marmorierungstechnik, die Furniermalerei und die Scheinintarsien sowie das das „Hirschbacher Sträußl“.

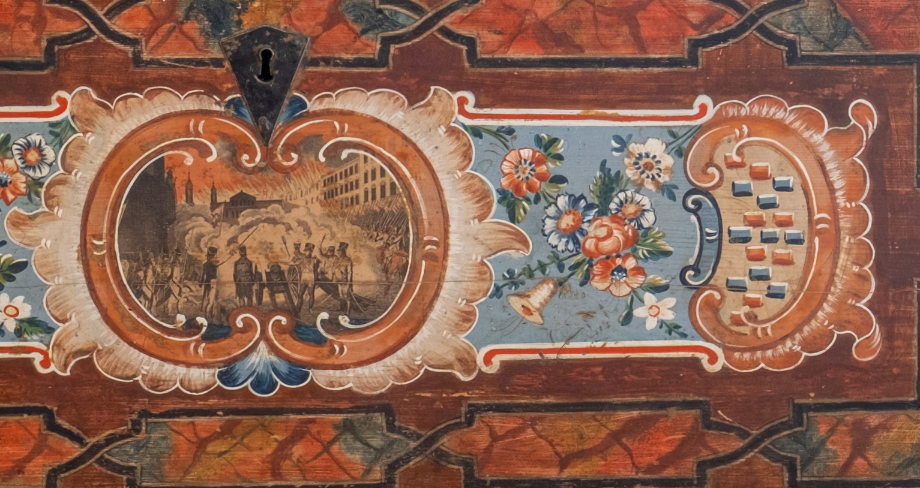
Motiv einer Hirschbacher Einfeldtruhe

Man darf annehmen, dass die Herstellung der Hirschbacher Möbel im breiten Raum zwischen Freistadt und Linz nicht auf eine einzige Werkstätte beschränkt geblieben ist.
Bei Überprüfung der Linzer Handwerksverzeichnisse, der Freistädter Zunftarchive und der Zunftakten des Starhembergischen Herrschaftsarchivs Riedegg (mit Reichenau und Wildberg) ließ sich feststellen, dass es zwischen 1650 und 1800 im Raume Hirschbach, Schenkenfelden und Reichenau im Mühlkreis nur wenige Tischler gab, denn Tischlerarbeiten wurden vielfach von Zimmerleuten durchgeführt.

### Die Legende Hirschbacher „Malermentscha“
Bekannt ist außerdem, dass die Bemalung der Möbel häufig durch die sogenannten „Malermenscher“ erfolgte, die nach Vorlagen einzelne Möbelstücke mit der Zier versahen; gemeint sind damit die Töchter eines Tischlers.
Gemäß der mündlichen Überlieferung wurden die Hirschbacher Bauernmöbel von den „Malermentschan“ bemalt, die ihr Handwerk angeblich von den berühmten Florianer Tischlern erlernt haben sollen. Tatsächlich ist belegt, dass Johann Georg Grabmer (geb. 1732), der Sohn einer Florianer Tischlerfamilie, eine Färberstochter aus Hellmonsödt heiratete und dort bis 1770 eine Tischlerwerkstatt betrieb. Die große Ähnlichkeit der Möbel aus Hirschbach und St. Florian lässt die Annahme zu, dass Mädchen aus Hirschbach in Hellmonsödt diese Volkskunst erlernten. Aber auch die Kirchenmaler dürften die „Malermentscha“ inspiriert haben, da die Marmorierungstechniken auf Bauernmöbeln eindeutige Nachahmungen gemalter Barocksäulen sind.

## Museumsstadel - Kräuterstadel -Seminarhaus
Im Zuge des Ankaufes der Liegenschaft Unterhirschgraben 18 wurde auch das Wirtschaftsgebäude erworben. Das aus einem Stadel und einem Stallgebäude bestehende Objekt wurde einige Jahre nicht benützt. Durch den zunehmenden Verfall des Gebäudekomplexes war der Verein Freunde der Hirschbacher Bauernmöbel als Eigentümer gezwungen die Sanierungsschritte zu setzen.
Grundsätzlich sollten:
1. Räume zur Ergänzung des Museums geschaffen werden; Büroraum, Depot, Archivräume, Restaurierungs- oder Kursräume
2. Ein Gedenkraum an den akademischen Maler Franz von Zülow
3. Ein Verkaufsladen
4. Ein Kräutermuseum

2002 wurde der Museumsstadel in Betrieb genommen und darin ein Zülow-Gedenkraum eingerichtet. In den Folgejahren erfolgte die Umsetzung der Errichtungswidmung die einen Kräuterschwerpunkt vorsah. So entstand das Kräutermuseum, das ab 2006 der Verein Kräuterkraftquelle als Verkaufs- und Ausstellungsraum unter dem Motto „Kräuterwissen erLeben“ führte.
Nachdem der Betrieb des Kräutermuseums und der Gedenkraum für Franz von Zülow im Kräuterstadel nicht weiter aufrechterhalten werden konnten, wurde der Stadel zu einem Seminarhaus mit Seminarküche umgestaltet. Neben der Verwendung als Seminarraum dient er nun auch für musikalische und literarische Veranstaltungen.

## Ausstellungen und Veranstaltungen
Es wurden bis 2024 ca. 141 Ausstellungen und mehr als 150 Veranstaltungen vom Verein der Hirschbacher Bauernmöbel durchgeführt.
Folgende Künstler waren zu Gast oder wurden präsentiert, ein Auszug (Status 2024):
Angela Berger, Angelika Engelbrecht, Anneliese Halbig, Arbeitsgemeinschaft Osterbrauchtum mit Dana Ployer, Beni Altmüller, Bernhard Mittes, Brigitte Eckl, Christian Ludwig Attersee, Christian Thanhäuser, Christine Ortner, Dimitris Papaioannou, Margarete Witz, Ottmar Premstaller, Edeltraud Jungwirth, Elfriede Czermak, Elfriede Keplinger, Elisabeth Steinegger, Elisabeth Wienerroither, Erich Ruprecht, Erich Wulz, Ernst Hager, Franz von Zülow, Franziska Klimasch, Eder, Helene Breuer, Helmut Sailer, Herbert Wagner, Ludwig Windtner, Christine Pfanzagl, Gertrude Gröpl, Friedrich Kühböck, Fritz Fröhlich, Gabriele Lackner-Strauss, Georg Rathwallner, Gerhard Prem, Gerlinde Miesenböck, Gottfried Wagner, Hanns Kobinger, Hans Stumbauer, Herbert Dimmel, Herwig Berger, Hubert Auer, Wollunqua, Helene Breuer, Hubert Muthspiel, Ildiko Jell, Ingrid Gailer-Stopper, Ingrid Wittibschlager, Jan Halla, Johann Lengauer, Johann Pammer, Johanna Staudinger, Johannes Ebner, Josef Schnetzer, Kapil Kaul, Kreativwerkstatt Schenkenfelden, Ladislav Čáslavský, Manfred Danner, Manuela Eibensteiner, Max Kislinger, Meinrad Mayrhofer, Monika Breitenfellner, Nadia und Milan Pitek, NÖ Krippenverband, OÖ Krippenverband mit Gertrude Emmerstorfer, Jakob Kopp, Matthäus Fellinger, Regina Hörzig-Auer, Regina Nader, Richard Wall, Ingrid Mura-Grininger, Helga Freynschlag, Richard Höger, Werner Leta, Robert Himmelbauer, Rupert Hörbst, Schnitzerrunde Freistadt und Irmengard Plettenbacher, Sepp Aumüller, Sieglinde Stadler, Staudinger, Theresa Bruckner, Therese Eisenmann, Ursula Quast, Veronika Primus, Veronika Ziegler, Victor Pesec, Viktor Filzwieser, Vilma Eckl, Walter Hörhan, Walter Ofner, Wolfgang Quast, Wolfgang Zöhrer.